# Ulan Bakasov
Ulan Bolotbekovich Bakasov (russe : Улан Болотбекович Бакасов Oulan Bolotbekovitch Bakassov, né le 13 juillet 1984 à Naryn dans la RSS du Kirghizistan) est un homme politique kirghize. Il est depuis 2021 député du Conseil suprême.

## Biographie
Bakasov étudie pour être ingénieur à l'université d'État de Djalalabad. Il gradue en génie énergétique en 2007. En parallèle, il se lance en affaire en 2004, une profession qu'il garde jusqu'à son entrée au parlement en 2021. En 2012, il gradue de l'Académie de droit d'État du Kirghizistan avec une maîtrise en jurisprudence,.
En prévision des élections parlementaires de 2020, Bakasov se présente sur la liste du parti pro-Jeenbekov Birimdik, qui arrive en tête le soir de l'élection. Sixième sur la liste du parti, l'élection est cependant annulée à la suite des manifestations post-électorales sous la justification que l'élection était truquée. L'année suivante, alors que le système électoral est changé pour inclure des listes nationales et des élus par circonscriptions, Bakasov est candidat dans celle de Naryn. Il y affronte notamment l'ancien président du Conseil suprême Almazbek Baatyrbekov. Le soir de l'élection, il bat son rival par plus de 10 000 votes. Il entre en poste le 29 décembre 2021.
Élu comme indépendant, Bakasov rejoint néanmoins le parti Ata-jourt Kyrgyzstan en court de session avec plusieurs autres élus indépendants. L'année suivante, il fait partie des 14 députés qui quittent la formation pour rejoindre Mekentchil, le parti du président. Au parlement, Bakasov fait les manchettes pour ses projets de lois comme la castration forcée des pédophile, l'interdiction des publicités pour les boisons énergisantes ou permettre aux habitants de la frontière avec le Tadjikistan de possédé des armes à leur domicile. Il se fait aussi remarqué par une confrontation verbale et physique avec le député Daniyar Tolonov.

## Vie personnelle
Bakasov est marié et a six enfants,.